# George Minne
George Minne (Gant, 30 d'agost de 1866 - Sint-Martens-Latem, 20 de febrer de 1941) era un dibuixant i escultor flamenc.

## Biografia
De 1882 al 1884 estudiava amb Jean Delvin a l'Acadèmia de les belles arts de Gant. El 1886 va fer amistat amb l'escriptor Maurice Maeterlinck del qual va il·lustrar les obres Serres (1888) i Soeur Béatrice (1900).
El 1890 va exposar unes escultures al grup dels XX a Brussel·les al qual va afiliar-se un any més tard. El mateix any va anar a París per trobar Auguste Rodin, que declinarà de rebre'l. De 1895 a 1896 va continuar la seva formació a l'Acadèmia de belles arts de Brussel·les a prop de Charles Van der Stappen.
El 1898 se'n va anar a viure al poble de Sint-Martens-Latem, on va animar el grup d'artistes Albinus Van den Abeele, Valerius De Saedeleer, Albert Servaes i Gustaaf Van de Woestijne, anomenats més tard els simbolistes místics. El 1912 va esdevenir professor a l'Acadèmia de Gant. Durant la guerra se'n va anar amb la seua esposa a viure al País de Gal·les.
El 1930, Albert I, rei dels belgues li atorgà el títol de baró.

## La temàtica de George Minne

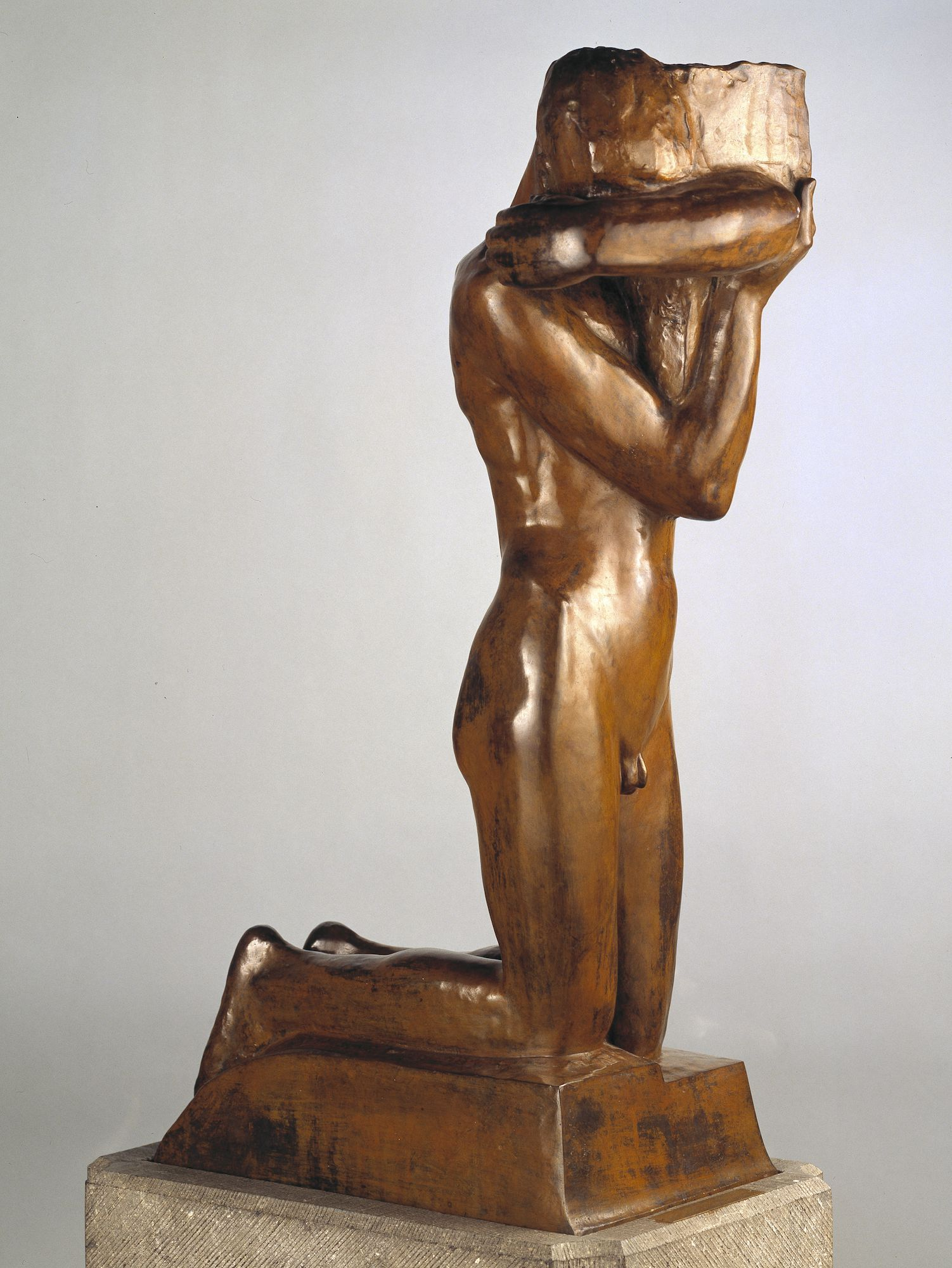
El gran portador de la relíquia de George Minne al Museu de Deinze i la regió de Leie

L'obra de Minne es caracteritza d'un estil simbòlic: joves ascètics, pietats, mare i fill. El moviment simbolista va començar als anys 1880 a França. Els adeptes volien donar un contingut subjectiu a la figura humana, en un context misteriós d'erotisme i de mort en reacció contra l'impressionisme i el realisme naturalístic. Contràriament a molts artistes, Minne, Fernand Khnopff i Constantin Meunier van fruir de la reconeixença dels cercles artístics de la seva època.
El museu Folkwang Museum a Hagen (Alemanya) va adquirir la seva obra més coneguda, La font dels nois (en neerlandès «De Knapenfontein» o «De fontein der geknielden»), que més tard es transferirà al museu del mateix nom a Essen. N'hi ha còpies de bronze al peu del belfort de Gant, al pati del parlament a Brussel·les i al sepulcre de Robert Long a La Haia.

## Unes escultures a col·leccions públiques
- Koninklijk Museum voor Schone Kunsten (Antwerpen) (Museu reial de les belles arts d'Anvers, Bèlgica)

- Jove que porta relíquies (Le petit porteur de reliques), 1897, marbre.

- Museum voor Schone Kunsten (Gent) (Museu de les belles arts) a Gant (Bèlgica):

- El fill pròdig, 1896, guix
- Home i dona de genolls, granit
- Joan Baptista, 1895, guix
- Noi jove agenollat, marbre 47,5 cm

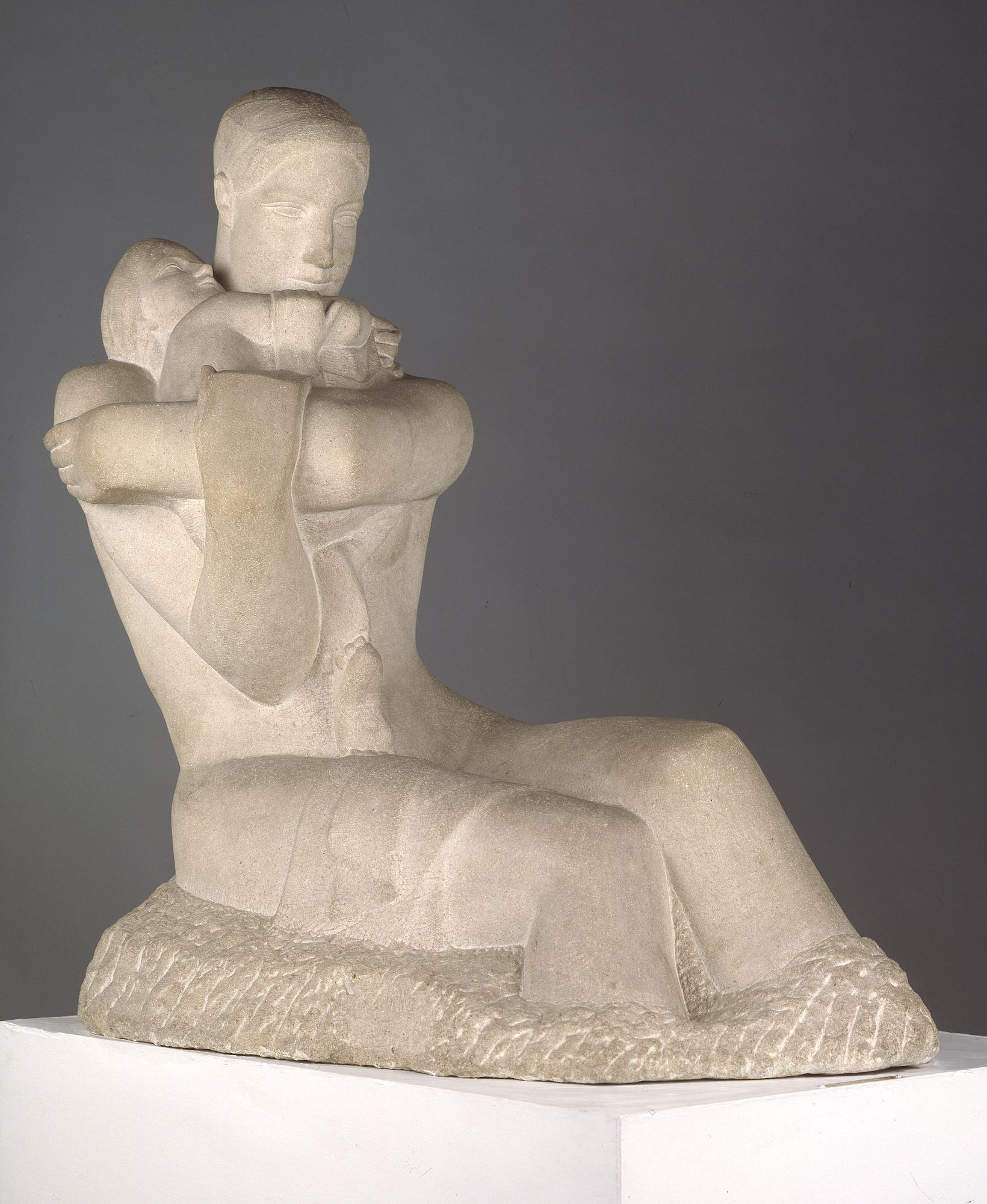
Mare i fill de George Minne al Museu de Deinze i la regió de Leie

- De knapenfontein of Fontein der geknielden (versió de guix i de bronze)

- Folkwang Museum (Essen, Alemanya)

- La font dels nois (versió de marbre)

- Musée d'Orsay a (París, França):

- Home agenollat a prop d'una font, 1898, bronze
- Portador de bot, 1897, bronze

- Museum Boijmans Van Beuningen, (Rotterdam, Països Baixos)

- Mare afligida amb els seus dos fills, 1888, bronze,.

- Clemens-Sels-Museum (Neuss, Alemanya)

- Noi jove dempeus, 1900, bronze

- Groeningemuseum (Bruges, Bèlgica)

- Tres dones a prop d'un sepulcre, 1896, bronze, Groeningemuseum, Bruges (Bèlgica).